# 日本ABC協会
一般社団法人日本ABC協会（にほんエイビーシーきょうかい、英語: Japan Audit Bureau of Circulations）は、新聞、雑誌、フリーペーパー等の発行社からの部数報告を公査し、その結果を公表する活動を行う会員制の業界団体。ABCはAudit Bureau of Circulations（部数公査機構）の略称。2020年11月15日に、第6代会長を務めていた森田清（元第一三共代表取締役会長）が逝去したことにより、2021年2月18日、沖原隆宗 （三菱UFJフィナンシャル・グループ特別顧問）が第7代会長に就任した 。

## 活動
新聞や雑誌など紙媒体のメディアで広告を扱っているものは、広告主に対して、公称部数を誇大に示すことがありがちである。広告主の立場からすれば、誇大な部数を信じて広告を出稿しても、計画された効果が得られないということになる。そこで、第三者機関が広告媒体の発行部数を点検し、より正確な部数を把握しようというのが「公査」の趣旨である。
日本ABC協会は発行社から報告されている部数について、その妥当性を確認するために会員の新聞社や販売店などを訪ねて調査を行う。その結果は、発行社レポートや公査レポートとして会員へ配布されている。
新聞77紙、雑誌122誌、専門紙誌5紙誌、フリーペーパー134紙誌について公査を行っている（2021年7月現在）｡
会員は、正会員である新聞発行社58社、雑誌発行社39社、専門紙誌発行社5社、フリーペーパー発行社41社、広告主163社、広告会社150社に加え賛助会員46団体があり、主に大学や研究機関が名を連ねている（2020年3月31日現在）。
近年では日本インタラクティブ広告協会などと連携し、ネットサイトの考査も手掛ける。

## 歴史
- 1914年 - ABC（Audit Bureau of Circulations）がアメリカで誕生した
- 1918年 - 日本にもABCが紹介された。
- 1952年 - 当時非公開となっていた新聞部数について広告取引の合理化を推し進める動きが活発化し、日本ABC協会の前身となるABC懇談会が日本で発足。
- 1955年 - ABC懇談会がABC協会に改称。
- 1958年 - 通商産業省（現：経済産業省）から、社団法人として認可された。
- 1961年 - 新聞の公査を開始する。
- 1963年 - 国際ABC連盟（IFABC）が設立される。
- 1965年 - 雑誌の公査を開始する。
- 1976年 - 専門紙誌の公査を開始する。
- 1981年 - フリーペーパーの公査を開始する。
- 2011年 - 公益法人制度改革に伴い、4月1日より一般社団法人となる。

## 歴代会長
- 初代会長：渋沢敬三（国際電信電話〈現：KDDI〉）
- 第2代会長：三輪善兵衛（ミツワ石鹸）
- 第3代会長：鈴木恭二（味の素）
- 第4代会長：鈴木三郎助（味の素）
- 第5代会長：成田豊（電通）
- 第6代会長：森田清（第一三共）
- 第7代会長：沖原隆宗（三菱UFJ銀行）